# Raquel Liberman

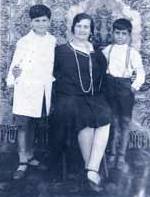
Raquel Liberman, 1930

Raquel Liberman (* 10. Juli 1900 in Berditschew, Russisches Reich, heute Ukraine; † 7. April 1935 in Buenos Aires) war eine Prostituierte, die im Rahmen der Zerschlagung der Zuhälterorganisation Zwi Migdal in Argentinien bekannt wurde.
Liberman war russisch-jüdischer Herkunft und wurde in Berditschew, damals ein Teil des Russischen Reichs, geboren. Als sie ein Kind war, emigrierte die Familie nach Polen, wo die Näherin Raquel Liberman 1919 in Warschau den Schneider Yaacov Ferber heiratete.  1921 reiste Ferber ins argentinische Tapalqué, wo seine Schwester und deren Mann lebten. Im Oktober 1922 kam Raquel Liberman mit den zwei Söhnen nach und fand ihren Mann in gesundheitlich schlechtem Zustand vor. Wenige Monate darauf starb er. Raquel Liberman gab die Kinder zu Nachbarn ihrer Schwäger und versuchte in der jiddischsprachigen Gemeinde von Buenos Aires Arbeit zu finden.
Laut Nora Glickman ist nicht dokumentiert, wie Raquel Liberman zur Prostitution kam. Alleinstehende Frauen, die ohne Begleitung nach Buenos Aires kamen, konnten von Zuhältern angeworben oder in Bordelle entführt werden. Gegenüber den Behörden sollte Liberman später angeben, sie sei 1924 direkt von Warschau nach Buenos Aires gereist, in Begleitung eines Zuhälters, der sie zur Prostitution gezwungen habe. Ihre Kinder und den verstorbenen Mann sollte sie dabei verschweigen. Gesichert ist, dass sie für einen Zuhälter namens Jamie Cissinger arbeitete, dem sie einen Prozentsatz ihrer Einnahmen abgeben musste. Nach fünf Jahren eröffnete sie mit dem gesparten Geld einen Antiquitätenladen. Als ein Mann nach ihr geschickt wurde, um sie mit körperlicher Gewalt wieder zur Prostitution zu zwingen, wandte sie sich am 29. Dezember 1929 an die Polizei. 
Liberman heiratete José Salomón Korn in einer Synagoge, in der das Hauptquartier der Zwi Migdal lag, was sie laut Glickman nicht gewusst habe. Korn nahm ihr nach der Heirat ihren Besitz weg und zwang sie, wieder im Bordell zu arbeiten. Nachdem sie erfolglos versucht hatte, ihren Besitz wiederzuerlangen, wandte sich Liberman mit Hilfe von Ezrat Nashim wieder an die Polizei und sagte vor Chefinspektor Julio Alsogaray gegen Zwi Migdal aus. 1930, nachdem Hipólito Yrigoyen von José Félix Uriburu gestürzt worden war, änderte sich die Einstellung der Behörden zur Prostitution. Zwi Migdal wurde zerschlagen, von 434 Mitgliedern wurden 108 verurteilt, viele flohen aus dem Land. 1935 sollte Prostitution in Argentinien verboten werden. Raquel Liberman starb 1935 in einem Spital von Buenos Aires an Krebs.
Raquel Liberman wurde laut Nora Glickman zu einem Mythos. Ihre Handlungen »repräsentieren den Kampf der unterjochten Frau, die ihre eigene Freiheit erlangen wolle und den Kampf der Opfer gegen die Mafia der Ausbeuter«. Humberto Costantini nahm sie als Vorbild für seine unveröffentlichte »Rapsodia de Raquel Liberman«, die er mit einer fiktiven Lebensgeschichte versah und schrieb eine Reihe von Gedichten zu ihrem Gedenken. Carlos Luis Serrano schrieb das 1988 uraufgeführte Theaterstück  »Raquel Liberman.. una historia de Pichincha«, in dem Liberman in ihrem polnischen Dorf an Menschenhändler verkauft wurde. Myrtha Schalom kreierte 1993 eine TV-Miniserie namens »Te llamarás Raquel«, in der die Geschichte Libermans fiktionalisiert nacherzählt wird. Das Theaterstück Glickmans aus dem Jahr 1993, »Una tal Raquel«, wurde auf der Basis von Glickmans eigenen Recherchen über Liberman geschrieben. Sie schrieb auch das Sachbuch »The Jewish White Slave Trade and the True Story of Raquel Liberman«, das 2000 erschien.